# 랙식 철도

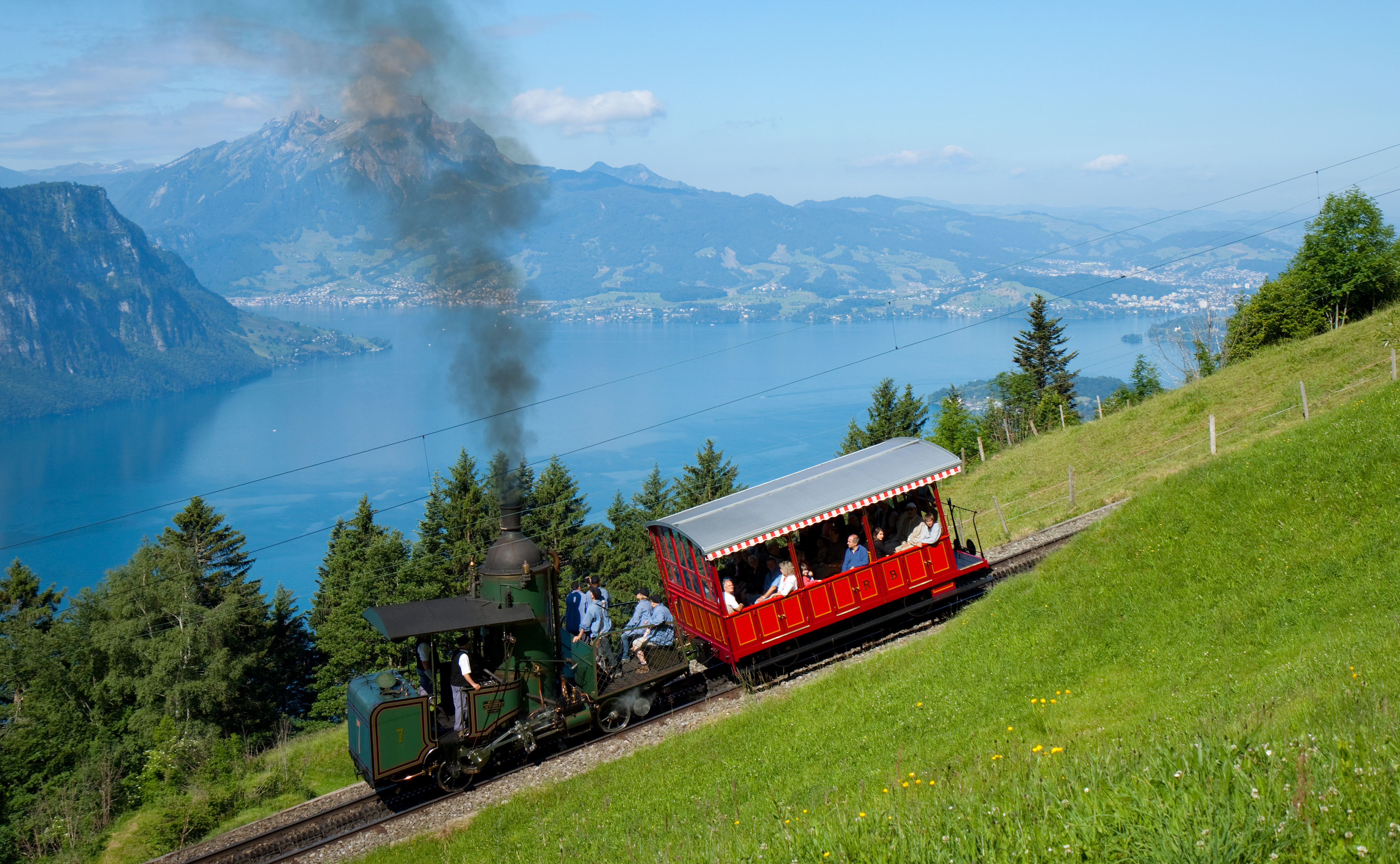
리기 철도

랙과 피니언의 기능.

랙식 철도(rack railway)는 랙 레일을 부설하여 이것과 차량의 톱니바퀴의 맞물림을 이용해서 운행하는 철도 교통이며, 치상궤도 철도(齒狀軌道 鐵道)라고도 부른다. 열차는 하나 이상의 톱니바퀴 또는 이 랙 레일과 맞물리는 피니언으로 장착된다. 이를 통해 열차는 마찰식 레일 최대치인 10% 이상의 가파른 등급에서 운행할 수 있다. 대부분의 랙 철도는 산악 철도지만, 도시 환경에서 가파른 경사를 극복하기 위해 건설된 지하철이나 트램도 있다.
최초의 톱니 철도는 영국 웨스트요크셔주에 있는 미들턴과 리즈 사이의 미들턴 철도로, 1812년에 상업적으로 최초로 성공한 증기 기관차 살라망카(Salamanca)가 운행되었다. 이것은 1811년에 존 블렌킨솝(John Blenkinsop)에 의해 설계되고 특허받은 랙과 피니언 시스템을 사용했다.

## 랙 체계
수년에 걸쳐 다양한 디자인의 랙 레일과 그에 맞는 톱니바퀴가 개발되었다. 일부 초기 모건 및 블렌킨솝 랙 설치를 제외하고, 랙 체계는 랙 레일을 주행 레일 사이의 중간에 배치하고, 주행 레일과 동일한 침목 또는 타이에 장착한다.

### 블렌킨솝 (1812년)

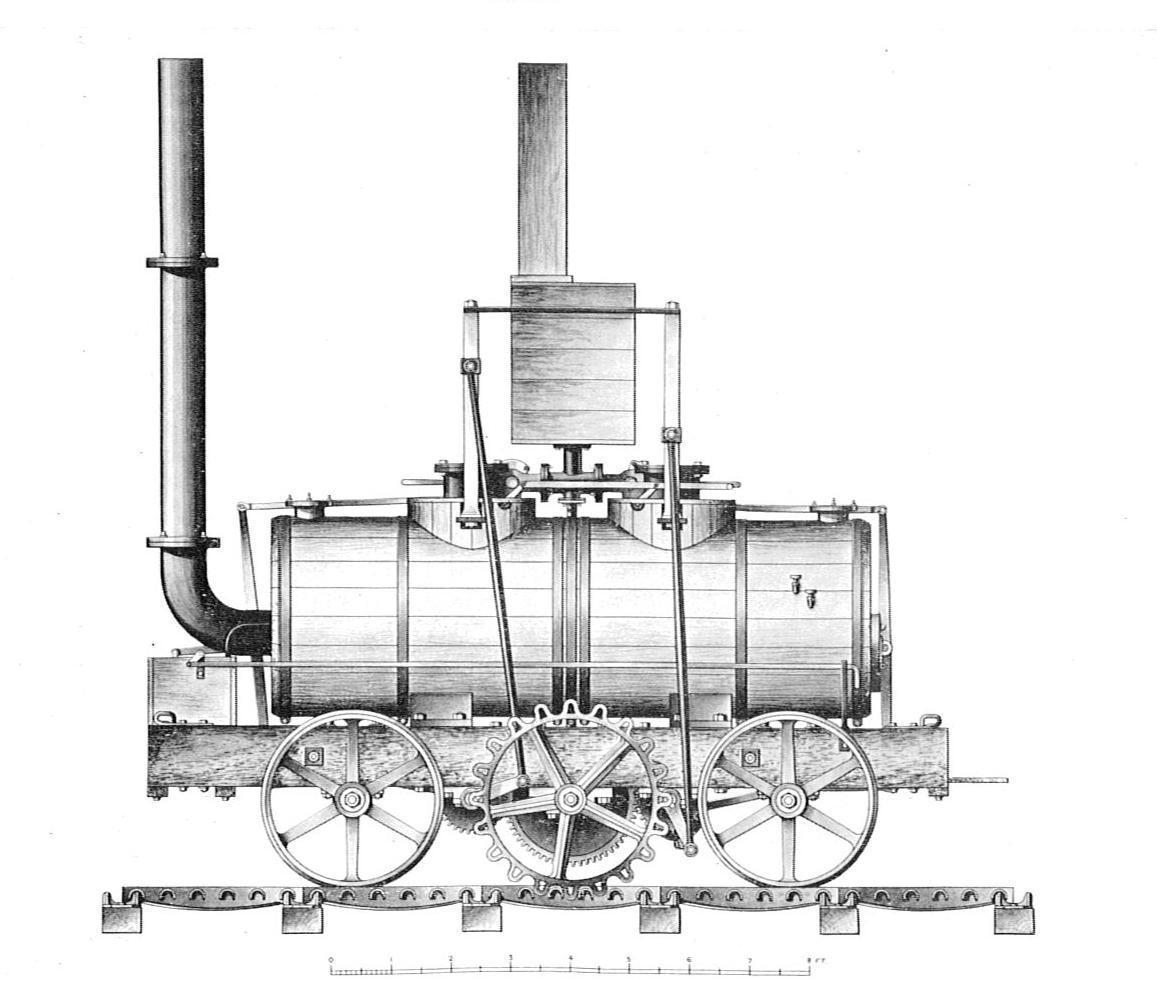
한쪽 레일 바깥쪽에만 톱니가 있는 블렌킨솝 랙과 피니언

존 블렌킨솝은 금속 레일의 금속 바퀴에서 마찰이 너무 낮을 것이라고 생각하여 1812년에 미들턴 철도용 증기 기관차를 제작했다. 레일 바깥쪽의 랙 톱니(피트당 2개)에 맞물리는 왼쪽 측면, 측면 랙이 있는 금속 ‘어배’ 엣지 레일은 3피트(1야드 = 914 mm) 길이의 선반에 모두 주조되어 있다. 블렌킨솝 시스템은 미들턴 철도에서 25년 동안 사용되었지만, 평평한 지면에서 운영되는 철도에서는 단순한 마찰로 충분하다는 것이 밝혀져 그냥 호기심의 대상으로 끝났다.

### 펠 (1860년대)
1860년대에 개발된 펠(Fell) 산악 철도 시스템은 톱니가 없기 때문에 엄밀히 말하면 랙 철도라고 할 수 없다. 오히려, 이 시스템은 마찰을 개선하기 위해 양쪽에서 잡아당기는 라인의 가파른 부분에 있는 두 개의 주행 레일 사이에 매끄럽게 올려진 중앙 레일을 사용한다. 기차는 바퀴로 추진되거나 중앙 레일에 수평으로 눌러진 제동 쐐기와 일반 주행 바퀴에 의해 제동된다.

### 마쉬 (1861년)

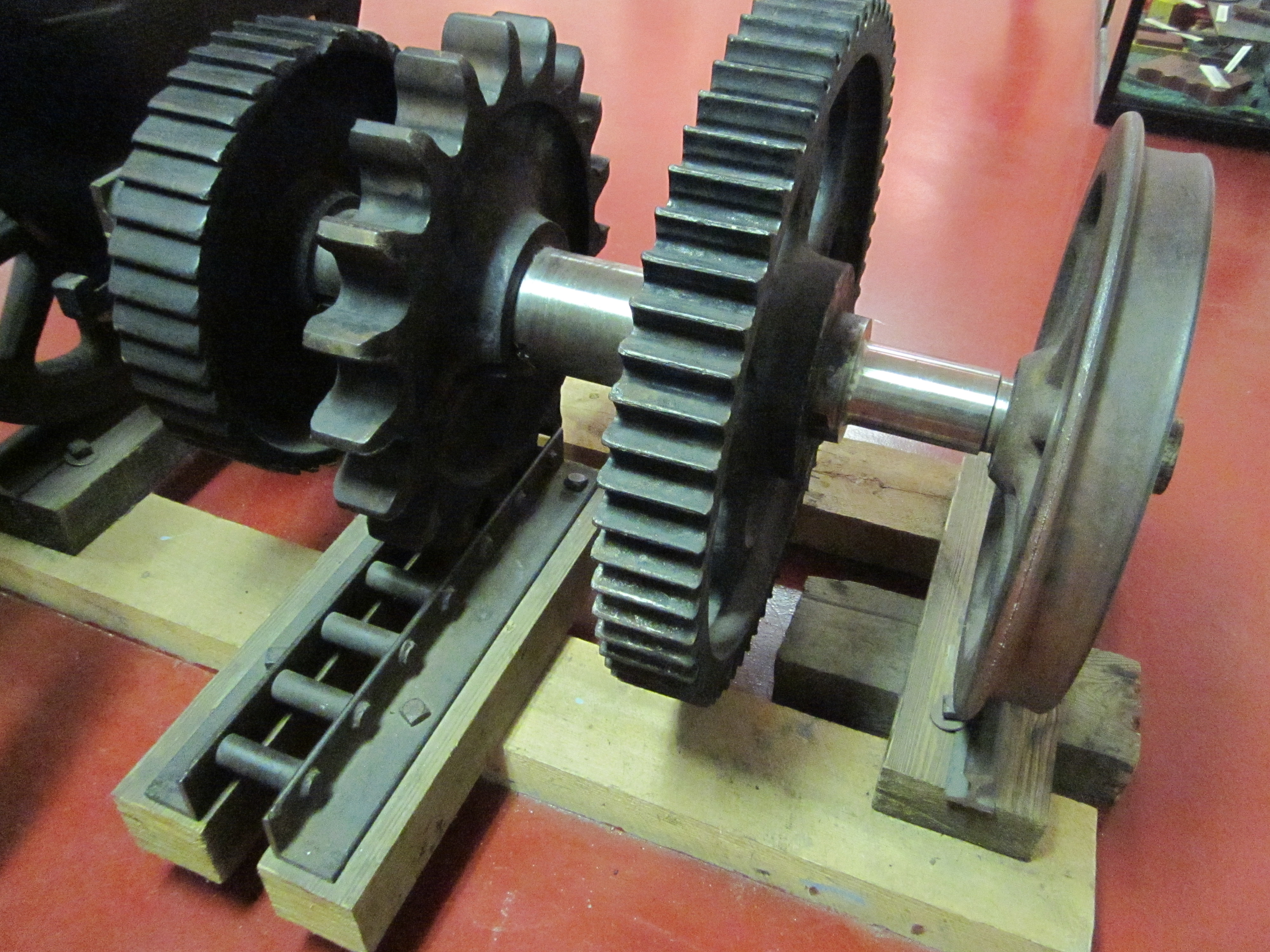
마쉬 랙과 피니언 체계

미국 최초의 성공적인 랙 철도는 실베스터 마쉬가 개발한 마운트 워싱턴 코그 철도였다. 마쉬는 1861년 9월에 랙 철도의 일반 아이디어에 대한 미국 특허를 냈고, 1867년 1월에 L자형 연철 레일 사이의 랙 톱니 두 개의 사다리의 가로대처럼 배열된 롤러 형태를 취하는 실용적인 랙에 대해 미국 특허를 취득했다. 1866년 8월 29일 워싱턴 산의 습지 랙에 대한 최초의 공개 시험이 있었는데, 이때 402m의 트랙만 완성되었다. 마운트 워싱턴 철도는 1868년 8월 14일에 대중에게 공개되었다. 기관차의 피니언 휠에는 깊은 톱니가 있어 항상 적어도 두 개의 톱니가 랙에 맞물릴 수 있다. 이 조치는 피니언이 랙 밖으로 올라올 가능성을 줄이는 데 도움이 된다.

### 리겐바흐 (1871년)

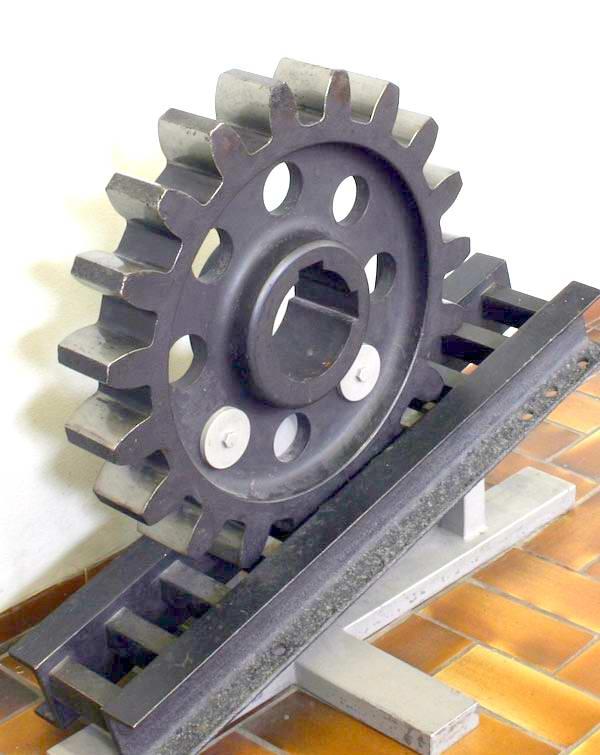
리겐바흐 랙 시스템

리겐바흐 랙 시스템은 니클라우스 리겐바흐가 마쉬와 거의 동시에 작업했지만 마쉬와는 독립적으로 개발했다. 리겐바흐는 잠재적인 스위스 후원자들의 관심을 끌기 위해 사용한 작업 모델을 기반으로 1863년에 프랑스 특허를 받았다. 이 기간 동안 주미 스위스 영사는 마쉬의 마운트 워싱턴 톱니바퀴 철도를 방문하여 열정적으로 스위스 정부에 보고했다. 스위스의 관광 산업을 활성화하기 위해 정부는 리겐바흐에게 리기산까지 철도를 건설할 것을 의뢰했다. 베른 근처의 채석장에서 기관차 프로토타입과 테스트 트랙을 건설한 후 1871년 5월 22일에 피츠나우-리기 철도가 개통되었다.
리겐바흐 시스템은 마쉬 시스템과 디자인이 유사하다. 그것은 일정한 간격으로 원형 또는 사각형 막대로 연결된 철판 또는 채널로 구성된 사다리 랙을 사용한다. 리겐바흐 시스템은 고정 래더 랙이 다른 시스템보다 복잡하고, 구축 비용이 많이 든다는 문제를 안고 있다.
피츠나우-리기 철도의 성공에 이어 리겐바흐는 국제 산악 철도 협회 기계 공장(IGB)을 설립했다. 이 회사는 그의 설계에 따라 랙 기관차를 생산했다.

### 압트 (1882년)

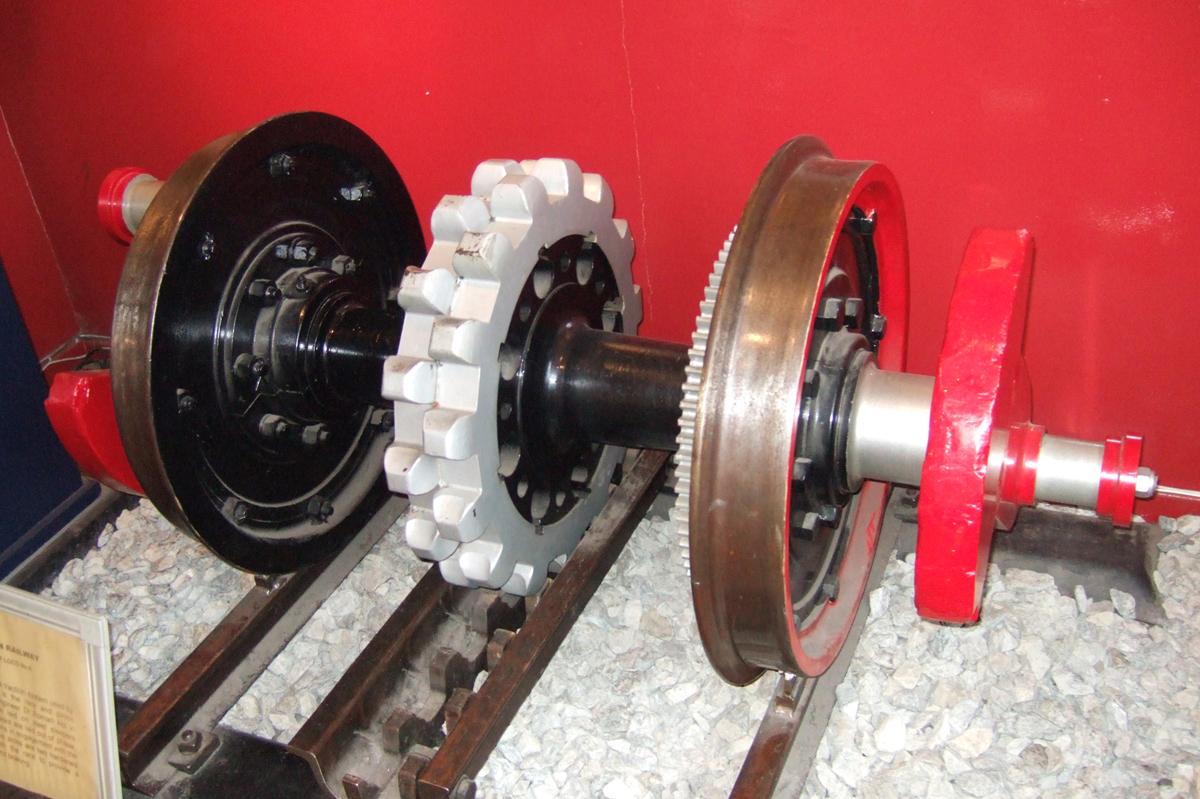
스노든 산악 철도에 사용된 압트 랙 시스템

압트 시스템은 스위스 기관차 엔지니어인 카를 로만 압트가 고안했다. 압트는 올텐의 리겐바흐에서 근무했으며, 나중에는 IGB 랙 기관차 회사에서 근무했다. 1885년에 그는 자신의 토목 공학 회사를 설립했다.
1880년대 초반에 압트는 리겐바흐 시스템의 한계를 극복한 개선된 랙 시스템을 고안하기 위해 노력했다. 특히 리겐바흐 랙은 제조와 유지관리 비용이 많이 들고 스위치가 복잡했다. 1882년 압트는 수직 톱니가 가공된 단단한 막대를 사용하여 새로운 랙을 설계했다. 이 막대 중 2개 또는 3개는 톱니가 오프셋된 상태로 레일 사이 중앙에 장착된다. 오프셋 톱니가 있는 여러 막대를 사용하면 기관차 구동 바퀴의 피니언이 랙과 지속적으로 맞물리게 된다. 압트 시스템은 주어진 길이에 걸쳐 더 낮은 중량의 랙이 필요하기 때문에 리겐바흐 보다 구축 비용이 저렴하다. 그러나 리겐바흐 시스템은 압트보다 더 큰 내마모성을 가진다.
압트 시스템은 1885년에 개통된 독일의 하르츠 철도에서 처음 사용되었다. 압트 시스템은 1894년부터 1896년까지 웨일즈의 스노든 산악 철도 건설에도 사용되었다.
피니언 휠은 레일 휠과 동일한 축에 장착하거나 별도로 구동할 수 있다. 웨스트 코스트 와일더니스 철도의 증기 기관차는 닐기리 산악 철도의 "X"급 기관차와 마찬가지로 피니언 휠을 구동하는 별도의 실린더를 가지고 있다.
- 마운트 리엘 광업과 철도 회사의 랙 구간에서 가장 가파른 기울기는 1/15(6.67%)[10]
- 마운트 모건 철도의 랙 구간에서 가장 가파른 기울기는 1/16.5(6.06%)[11]

### 아우그디오 (1884년)
아우그디오 랙 시스템은 토마소 아우그디오에 의해 발명되었다. 1884년에 개통한 자시-주페라 트램웨이에서만 오래 사용되었다. 중앙 랙의 양쪽에 톱니바퀴가 있는 수직 랙을 사용했다. 그러나 그것의 독특한 특징은 '기관차'가 경사면 기슭의 엔진 하우스에서 구동되는 끝없는 케이블을 통해 추진되었다는 것이다. 상당한 기계적 복잡성에도 불구하고 이 라인은 1934년까지 작동한 것으로 보인다.

### 로허 (1889년)

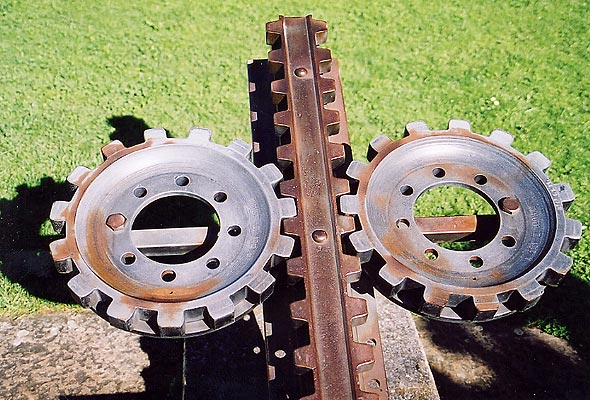
로허 랙 시스템(위에서 본 모습)

에뒤아르트 로허가 발명한 로허 랙 시스템은 기관차의 두 개의 톱니바퀴에 의해 맞물리는 레일 상단이 아닌 측면에 톱니가 절단되어 있다. 이 시스템을 사용하면 톱니가 랙에서 튀어나올 수 있는 다른 시스템보다 가파른 경사면에서 사용할 수 있다. 필라투스 철도에서 사용된다.
로허는 50%와 같은 가파른 경사에서 사용할 수 있는 랙 시스템을 설계하기 시작했다. 당시 스위스에서 가장 일반적인 랙 시스템인 압트 시스템은 최대 기울기가 25%로 제한되었다. 로허는 가파른 경사에서 압트 시스템이 압트 박사가 예측한 대로 잠재적으로 치명적인 탈선을 유발하여 랙을 오버라이딩하는 구동 피니언이 발생하는 경향이 있음을 보여주었다. 이 문제를 극복하고 필라투스의 가파른 면을 따라 랙이 정렬되도록 하기 위해 로허는 랙이 대칭 수평 톱니가 있는 평평한 막대인 랙 시스템을 개발했다. 랙 아래에 플랜지가 있는 수평 피니언은 중앙에 장착된 막대와 맞물려 기관차를 구동하고 트랙 중앙을 유지한다.
이 시스템은 트랙에 매우 안정적인 부착을 제공하며, 가장 심한 측풍에서도 차량이 넘어지는 것을 방지한다. 이러한 기어는 또한 차를 이끌 수 있으므로 주행 중인 바퀴의 플랜지도 선택 사항이다. 이 시스템의 가장 큰 단점은 표준 철도 스위치를 사용할 수 없고, 선로의 분기가 필요한 곳에서는 이송 테이블이나 기타 복잡한 장치를 사용해야 한다는 것이다.
테스트 후 로허 시스템은 1889년에 개통된 필라투스 철도에 배치되었다. 일부 유럽 탄광에서는 급경사 지하선에 유사한 시스템을 사용하지만, 다른 공공 철도에서는 로허 시스템을 사용하지 않는다.

### 슈트룹 (1896년)

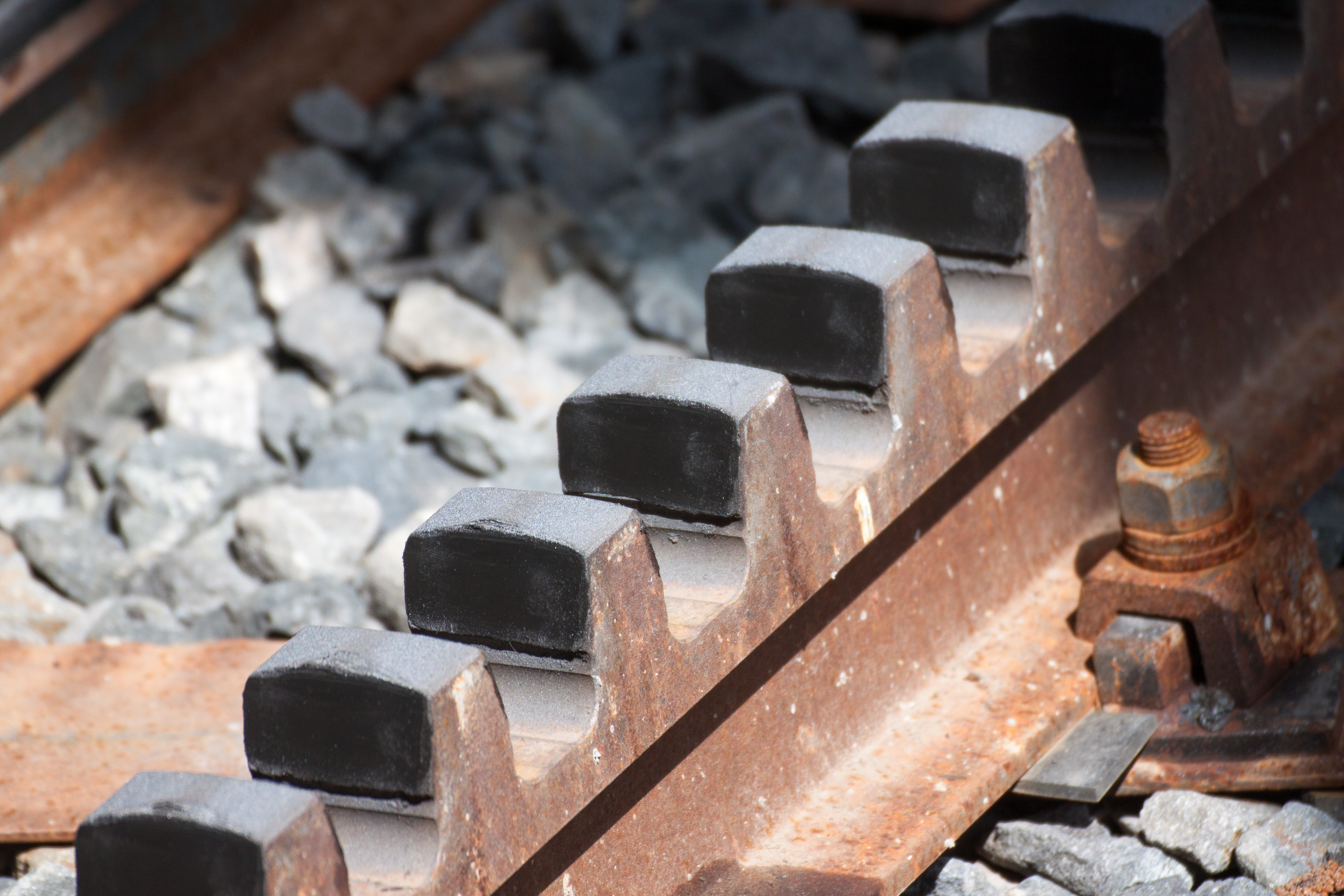
슈트룹 시스템 랙을 사용한 Panoramique des Domes의 랙 철도 선로

슈트룹(Strub) 랙 시스템은 1896년 에밀 슈트룹에 의해 발명되었다. 이 시스템은 약 100mm 간격으로 헤드에 가공된 랙 톱니가 있는 롤링된 평평한 바닥 레일을 사용한다. 기관차에 장착된 안전 턱은 탈선을 방지하고 브레이크 역할을 하기 위해 머리의 아래쪽과 맞물린다. 1898년에 부여된 슈트룹의 미국 특허에는 랙 레일이 분기 메커니즘과 통합되는 방법에 대한 세부 정보도 포함되어 있다.
슈트룹 시스템의 가장 잘 알려진 용도는 스위스의 융프라우 철도이다.
슈트룹은 유지 관리가 가장 간단한 랙 시스템이며, 점점 인기를 얻고 있다.

### 모건 (1900년)

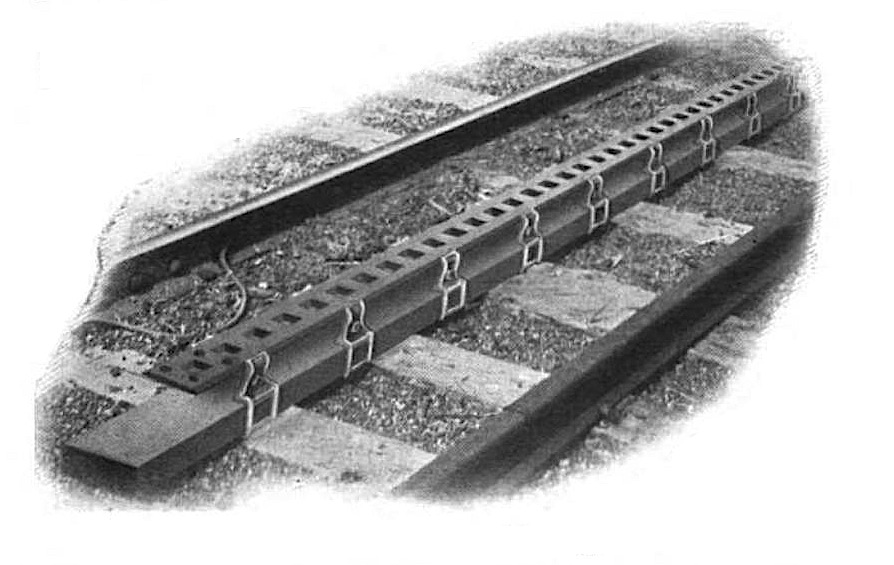
1919년 굿맨 카탈로그에서 나온 모건 랙의 무동력 변형

1900년에 시카고의 EC 모건은 기계적으로 리겐바흐 랙과 유사하지만 랙이 전기 기관차에 동력을 공급 하는 세 번째 레일로 사용되는 랙 철도 시스템에 대한 특허를 받았다. 모건은 계속해서 더 무거운 기관차를 개발했으며, JH 모건과 함께 이 시스템에 대한 분기율이 높아졌다. 1904년에 그는 엔진 피니언의 톱니가 막대 모양의 중앙 레일에 뚫린 사각형 구멍과 맞물리는 단순하지만 호환되는 랙에 특허를 냈다. JH 모건은 이 랙 시스템과 함께 사용하기 위한 몇 가지 대체 분기기 디자인에 대한 특허를 받았다. 흥미롭게도 모건은 트랙을 따라 걷는 보행자와 동물의 명확한 통행을 위해 중앙에서 벗어난 랙을 권장했다. 초기 모건 설치의 일부 사진이 이를 보여준다. 모건 랙이 3차 철도 전력에 사용되지 않고, 모건 랙이 도로 철도에 흥미로운 가능성을 제공할 때 단순화된 랙 장착 시스템을 사용할 수 있다.. 모건 랙은 최대 16%의 등급에 적합했다..
굿맨(Goodman) 설비 회사는 광산 철도용 모건 시스템을 마케팅하기 시작했으며, 특히 가파른 경사가 지하에서 만나는 곳에서 널리 사용되었다. 1907년 경 굿맨은 영국 시장에 서비스를 제공하기 위해 웨일즈 카디프에 사무실을 두었다. 1903년과 1909년 사이에 웨스트 버지니아 롤리군에 있는 맥켈 석탄 및 코크스 회사는 광산에 10,700m의 모건 랙/3차 레일 트랙을 설치했다. 1905년과 1906년 사이에 매머드 바인 석탄 회사는 최대 16%의 등급으로 아이오와주 에버리스트에 있는 두 개의 광산에 2,500m의 동력 랙을 설치했다. 펜실베니아주 그린월드에 있는 노도회 코크 회사는 1906년 광산에 3,050m의 굿맨 선반을 가지고 있었다. 모건 시스템은 미국의 한 일반 운송 철도인 시카고 터널 회사에서 제한적으로 사용되었다. 시카고 호수 둔치에 있는 표면 역에 한 단계 올라간 화물 운송업자를 추적하고 있다.

### 라멜라

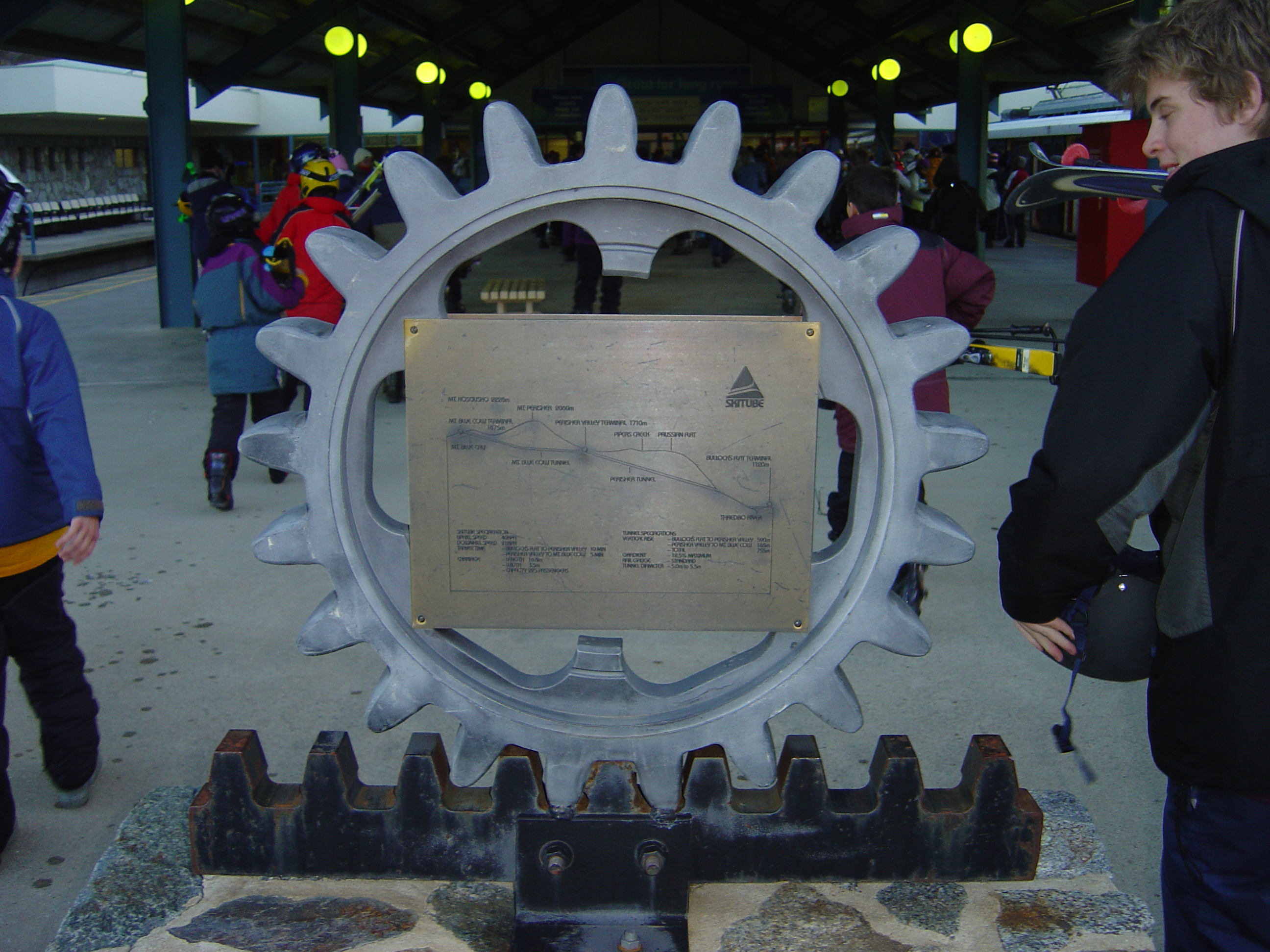
스키튜브 알파인 철도의 라멜라 시스템

라멜라 시스템(폰 롤 시스템이라고도 함)은 슈트룹 시스템에 사용된 압연 강철 레일을 사용할 수 없게된 후 폰 폴 회사에서 개발했다. 압트 시스템과 유사한 모양으로 절단된 단일 블레이드로 형성되지만 일반적으로 단일 압트 바보다 넓다. 라멜라 랙은 원래 슈트룹 시스템의 기능이었던 안전 턱이 사용되지 않는 한 리겐바흐 또는 슈트룹 시스템에서 사용하도록 설계된 기관차에서 사용할 수 있다. 일부 철도는 여러 시스템의 랙을 사용한다. 예를 들어, 스위스의 장크트갈렌 가이스 아펜첼 철도에는 리겐바흐, 슈트룹 및 라멜라 랙 구간이 있다.
20세기 후반부터 건설된 대부분의 랙 철도는 라멜라 시스템을 사용했다.

## 랙 및 접착 vs 순수 랙

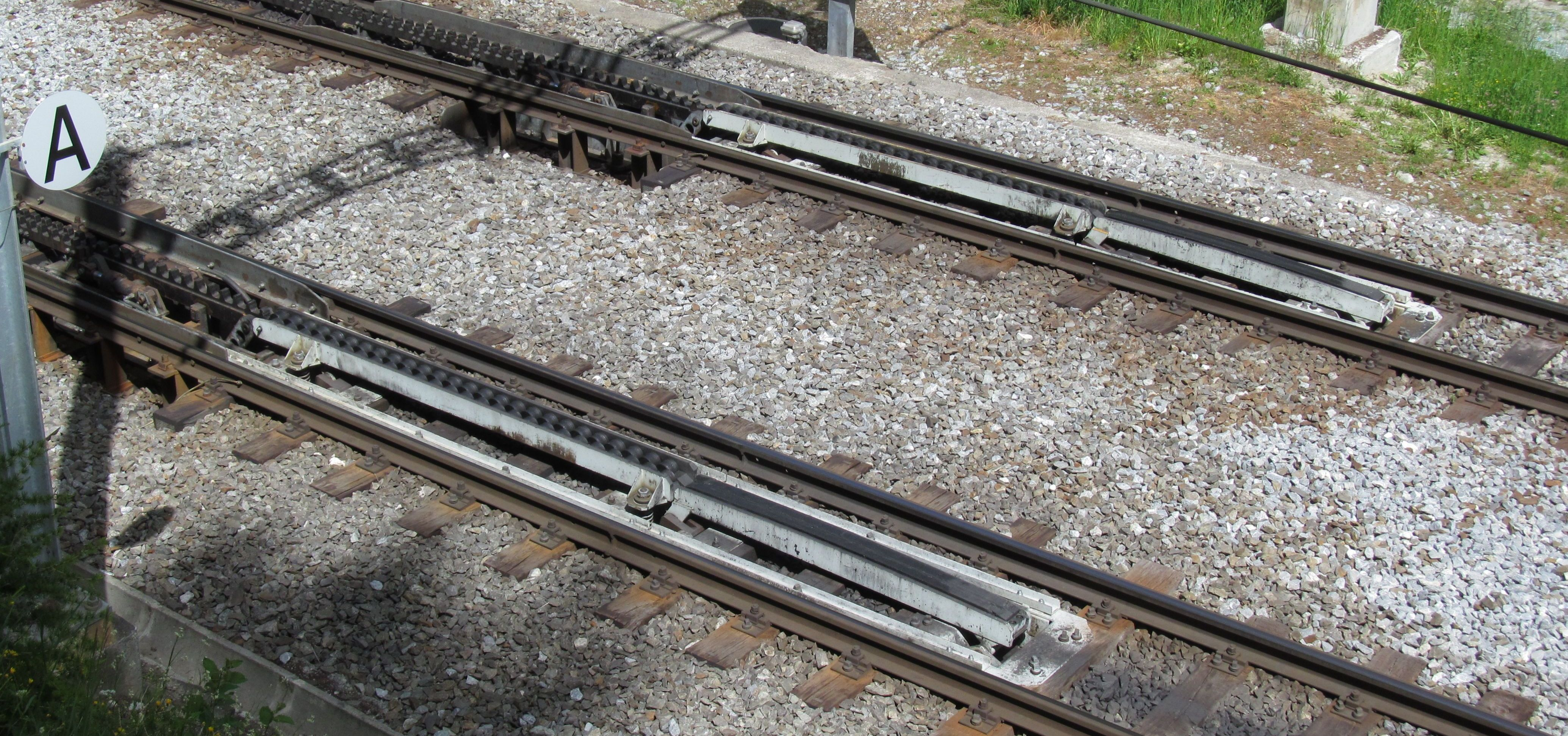
견인 전환 구간

사용된 랙 시스템과 함께 랙 시스템을 사용하는 노선은 랙 레일이 연속적인지 여부에 따라 두 가지 범주 중 하나로 분류된다. 랙 레일이 연속적이며 톱니바퀴 드라이브가 전체에 사용되는 라인을 순수 랙 라인이라고 한다. 가장 가파른 구간에서만 톱니바퀴 구동을 사용하고 다른 곳에서는 일반 철도로 작동하는 다른 라인은 랙 앤 접착 노선으로 설명된다.
랙 및 접착 라인에서 열차에는 랙 레일이 있는지 여부에 따라 주행 레일 휠과 톱니바퀴 모두를 통해 작동할 수 있는 추진 및 제동 시스템이 장착되어 있다. 랙-접착 라인은 또한 스프링 장착 랙 구간을 사용하여 마찰에서 랙 견인으로의 전환을 부드럽게 하는 시스템을 사용하여 피니언 톱니를 점차적으로 맞물리게 해야 한다. 이것은 압트 랙 시스템도 발명한 로만 압트가 발명했다.
순수 랙 라인에서 열차의 주행 레일 휠은 열차를 운반하는 데만 사용되며 톱니바퀴를 통해서만 수행되는 추진 또는 제동에는 기여하지 않는다. 순수 랙 라인은 톱니바퀴가 랙 레일과 항상 맞물려 있기 때문에 전환 시스템이 필요하지 않지만, 사이딩과 차고를 포함한 모든 트랙에는 기울기와 상관없이 랙 레일이 장착되어야 한다.

## 스위치

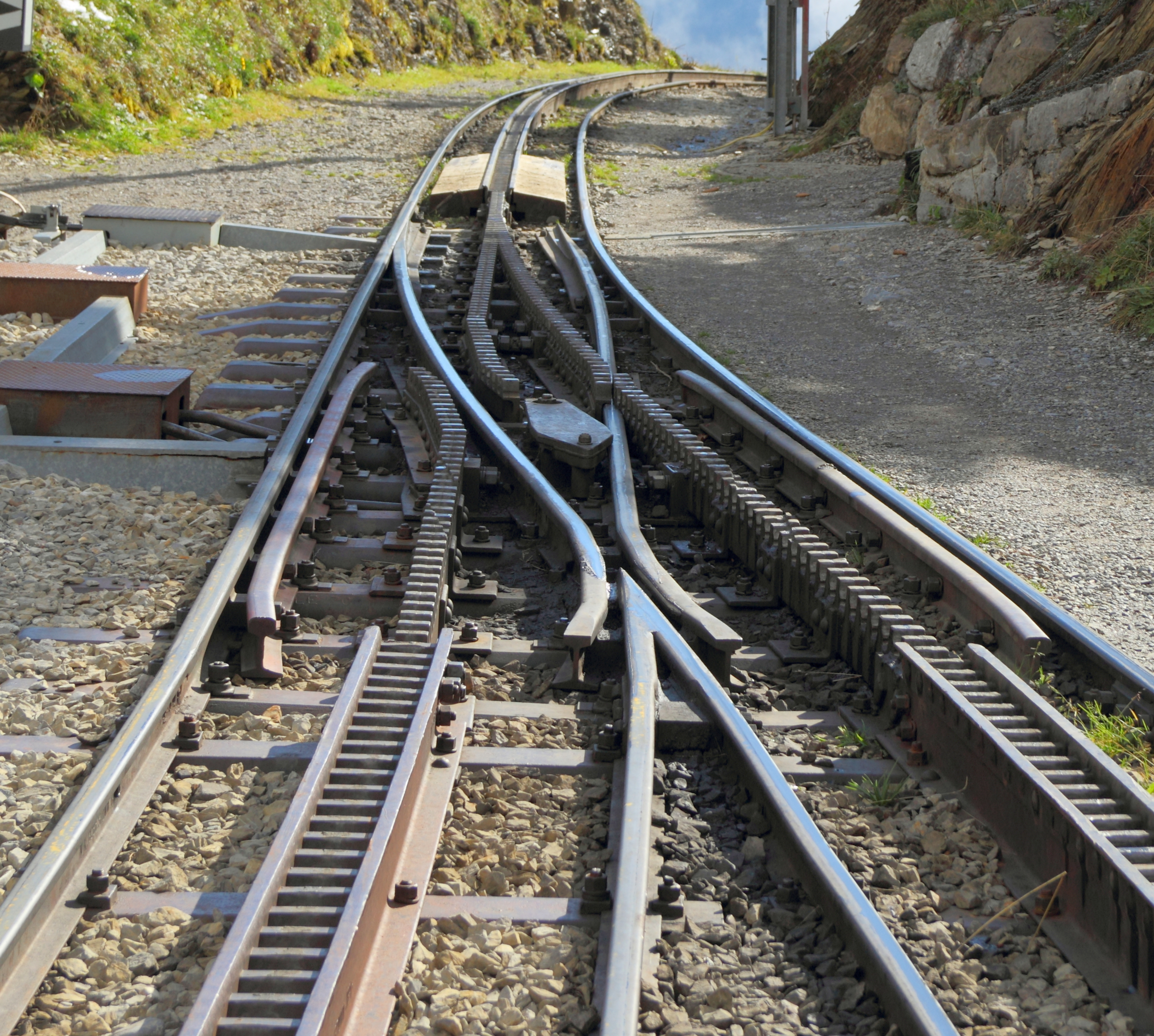
랙 철도의 철로 전환. 분기기가 라멜라 랙 철도에서 사용되지만, 전체적인 설계는 슈트룹에 의해 선도되었다. 분기기 밖의 트랙은 리겐바흐 랙 레일을 사용한다. (스위스 시니게 플라테 철도)

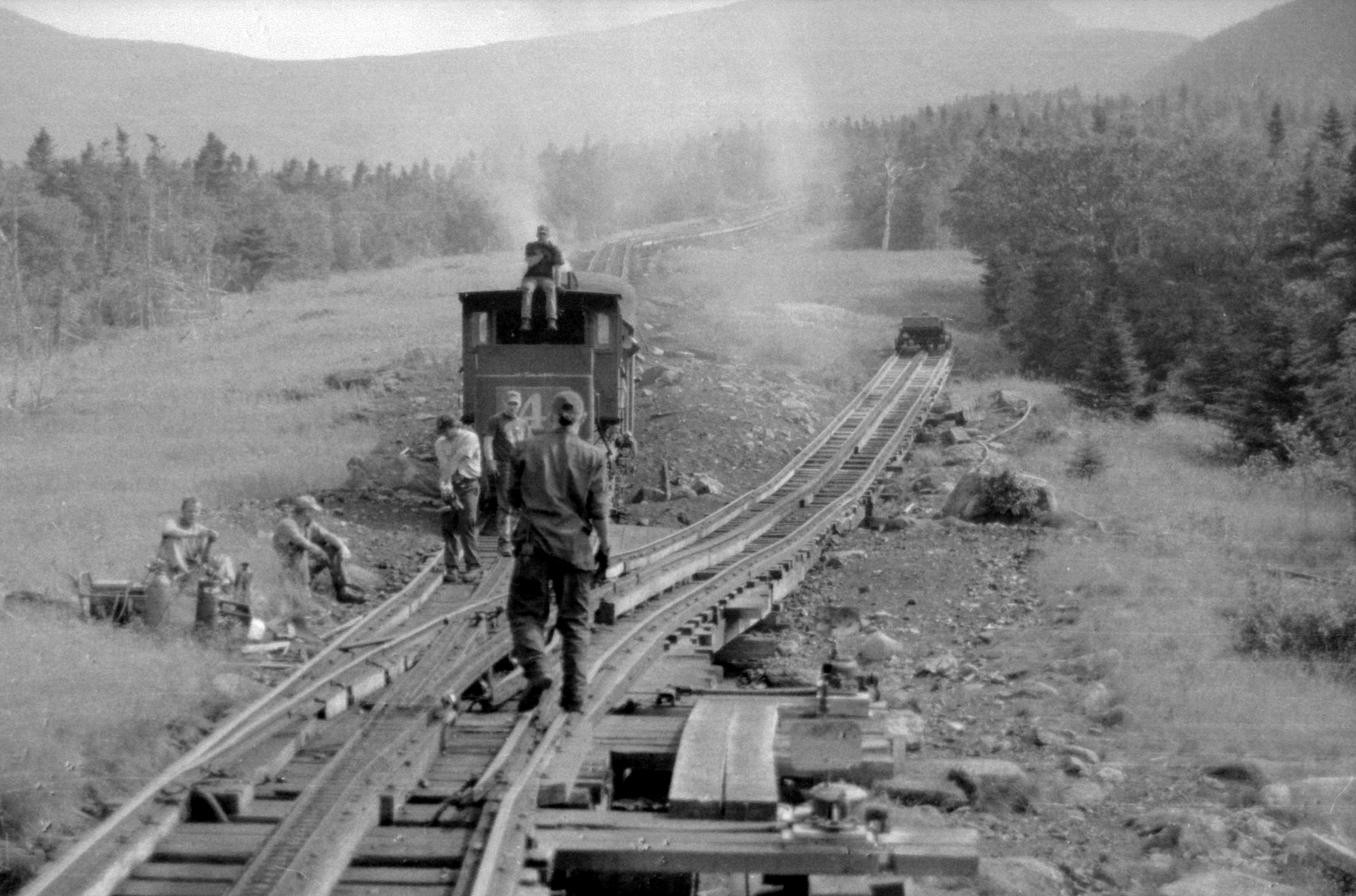
마운트 워싱턴 코그 철도 운행사, 2000

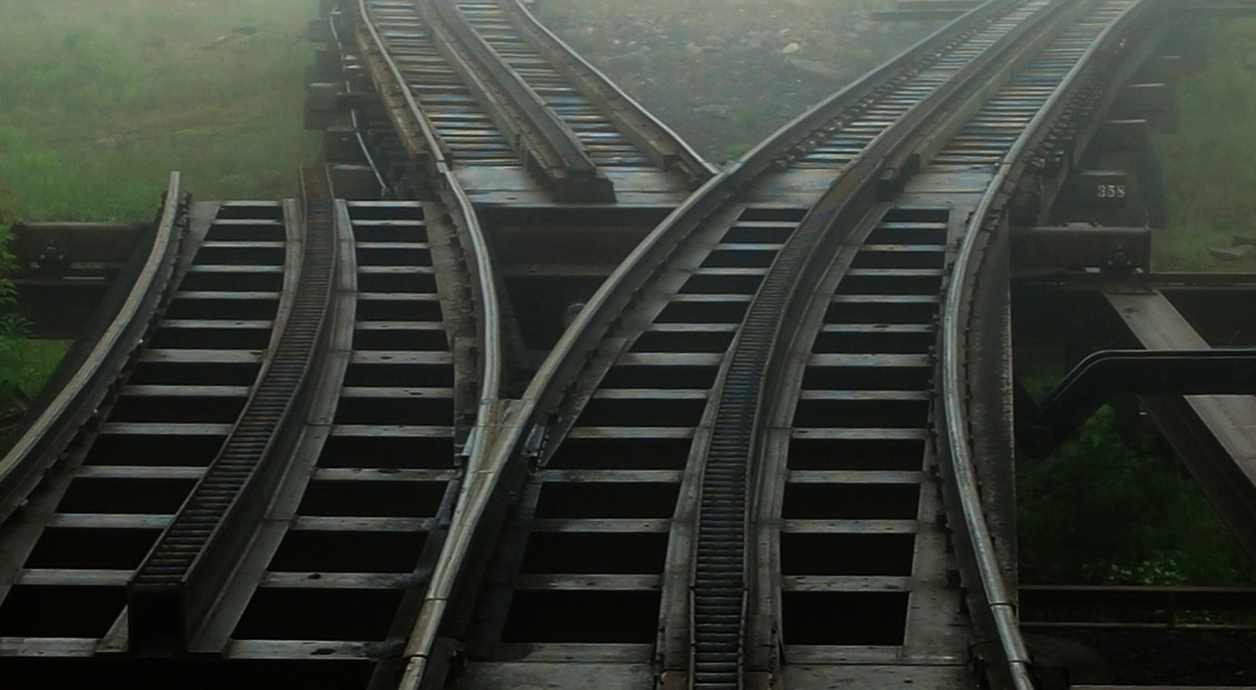
마운트 워싱턴 코그 철도의 자동 유압식 분기기

랙 철도 스위치는 랙 철도 기술만큼 다양하다. 스위스의 첸트랄반 및 태즈메이니아의 서부 해안 와일더니스 철도와 같은 선택적 랙 라인의 경우 접착에 충분히 평평한 구간(예: 고개 정상)에서만 스위치를 사용하는 것이 편리하다. 취리히의 돌더반, 슬로바키아의 슈트르프스케플레소 및 시니게 플라테 랙 철도와 같이 구동을 위해 랙에 의존하는 기타 시스템(기존 레일 바퀴가 구동되지 않음)대신 랙 레일을 전환해야 한다. 돌더반 스위치는 3개의 레일을 모두 구부리는 방식으로 작동하며, 이 작업은 2개의 열차가 중간을 지날 때마다 수행된다.
랙 시스템의 기하학적 구조는 분기 구성에 큰 영향을 미친다. 랙이 주행 레일 위로 올라가면 엔진의 구동 피니언이 통과할 수 있도록 주행 레일을 중단할 필요가 없다. 슈트룹은 그의 미국 특허에서 이를 명시적으로 문서화했다. 슈트룹은 포인트용 스로우 로드를 연결하는 복잡한 벨 크랭크 및 푸시 로드 세트를 사용했다. 움직이는 랙 섹션을 위한 두 개의 스로우 로드에 연결한다. 두 경로 사이에서 선택하려면 랙에서 한 번의 휴식이 필요했고 랙 레일이 주행 레일을 가로지르는 두 번째 휴식이 필요했다. 모건 랙 시스템의 분기는 랙이 주행 레일 위로 올라와 비슷했다. 대부분의 모건 분기 특허에는 랙의 파손을 방지하기 위해 이동식 랙 구간이 포함되어 있지만, 모든 모건 기관차에는 연결된 드라이브 피니언이 2개 있기 때문에 연속 랙이 필요하지 않았다. 랙의 틈이 기관차의 구동 피니언 사이의 거리보다 짧으면 달리는 레일을 건너야 하는 곳이면, 어디든 랙 레일이 중단될 수 있다.
랙이 주행 레일 높이 또는 그 아래에 있을 때 출력은 훨씬 더 복잡하다. 마쉬의 첫 번째 랙 특허는 그러한 배열을 보여주고 있으며, 그가 건설한 최초의 마운트 워싱턴 코그 철도에는 분기가 없었다. 1941년이 되어서야 이 노선에 분기구간을 건설했다.  라인을 위해 더 많은 분기가 있었지만, 모두 수동으로 운영되었다. 2003년에 새로운 자동 유압식 분출기가 개발되어 기지에서 프로토타입으로 제작되었다. 새로운 분기기의 성공으로 수동식 회전기를 대체하기 위해 더 많은 새로운 자동 유압식 회전기가 건설되었다. 2007년 마운트 워싱턴 라인에 설치된 새로운 분기기는 본질적으로 환승 테이블이다. 로허 랙에도 이동 테이블이 필요하다.

## 운행 차량

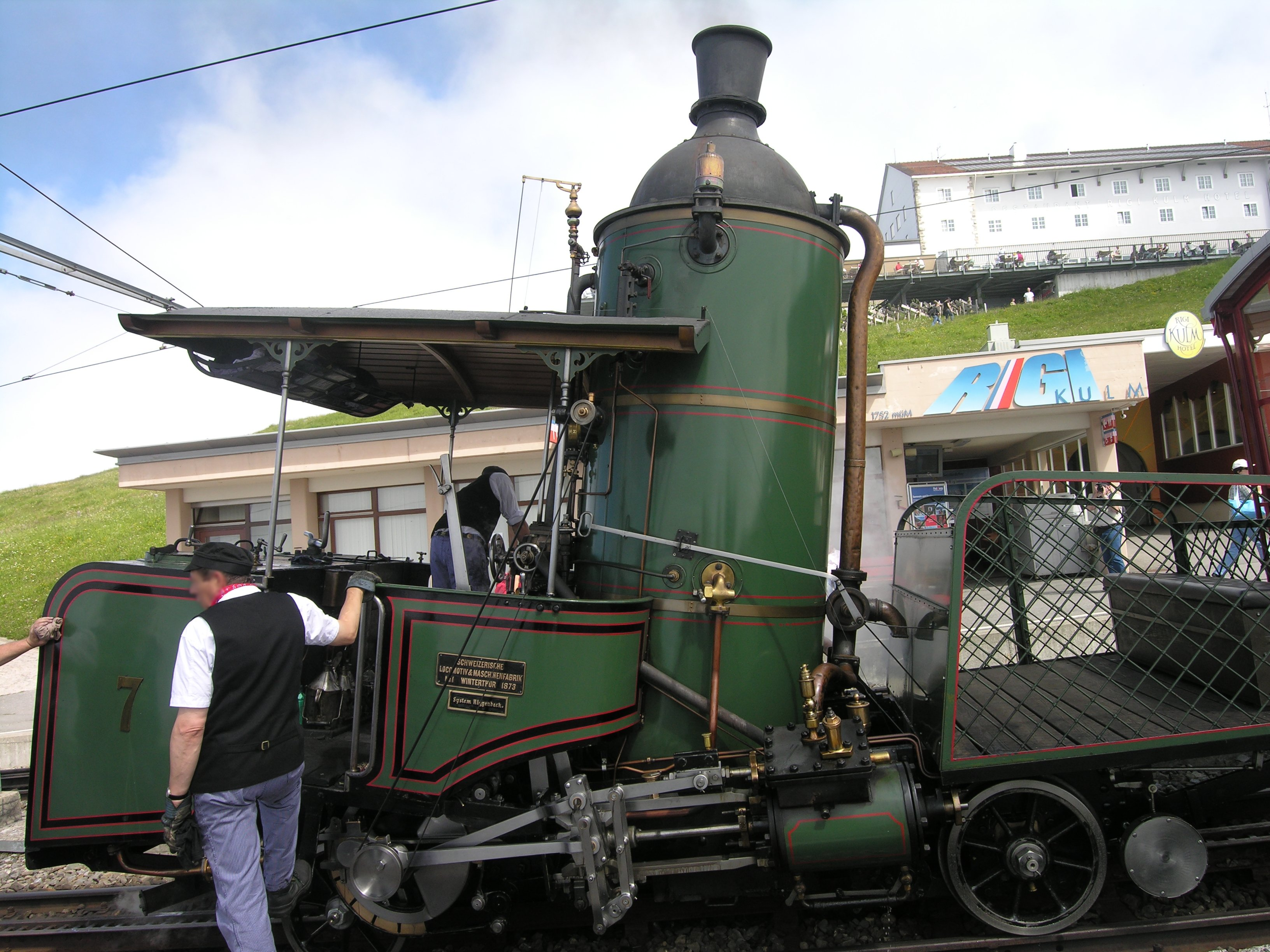
Vertical boiler locomotive of the 피츠나우-리기 철도의 수직 보일러 기관차

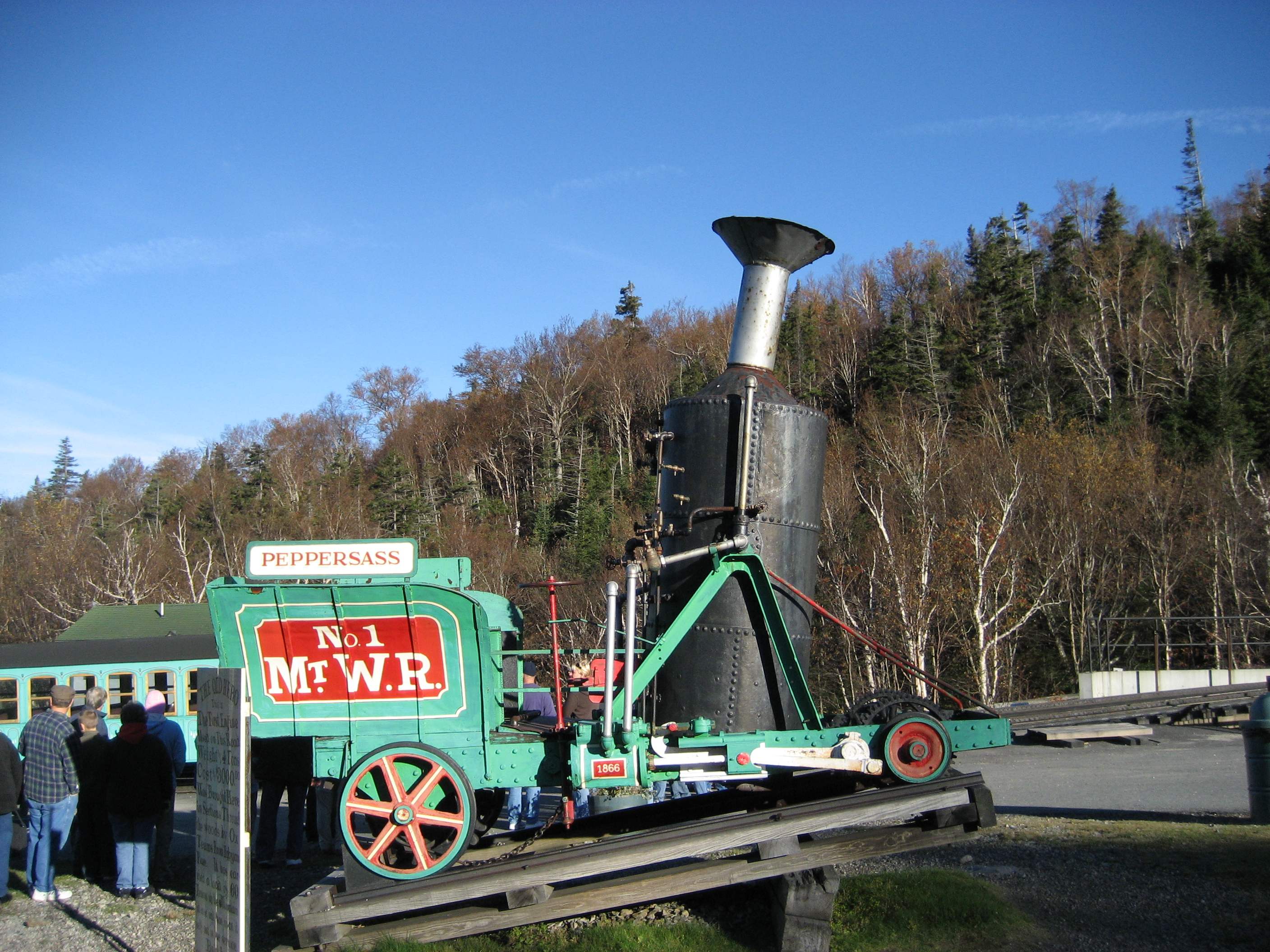
미국 마운트 워싱턴 톱니 철도의 "Old Peppersass"

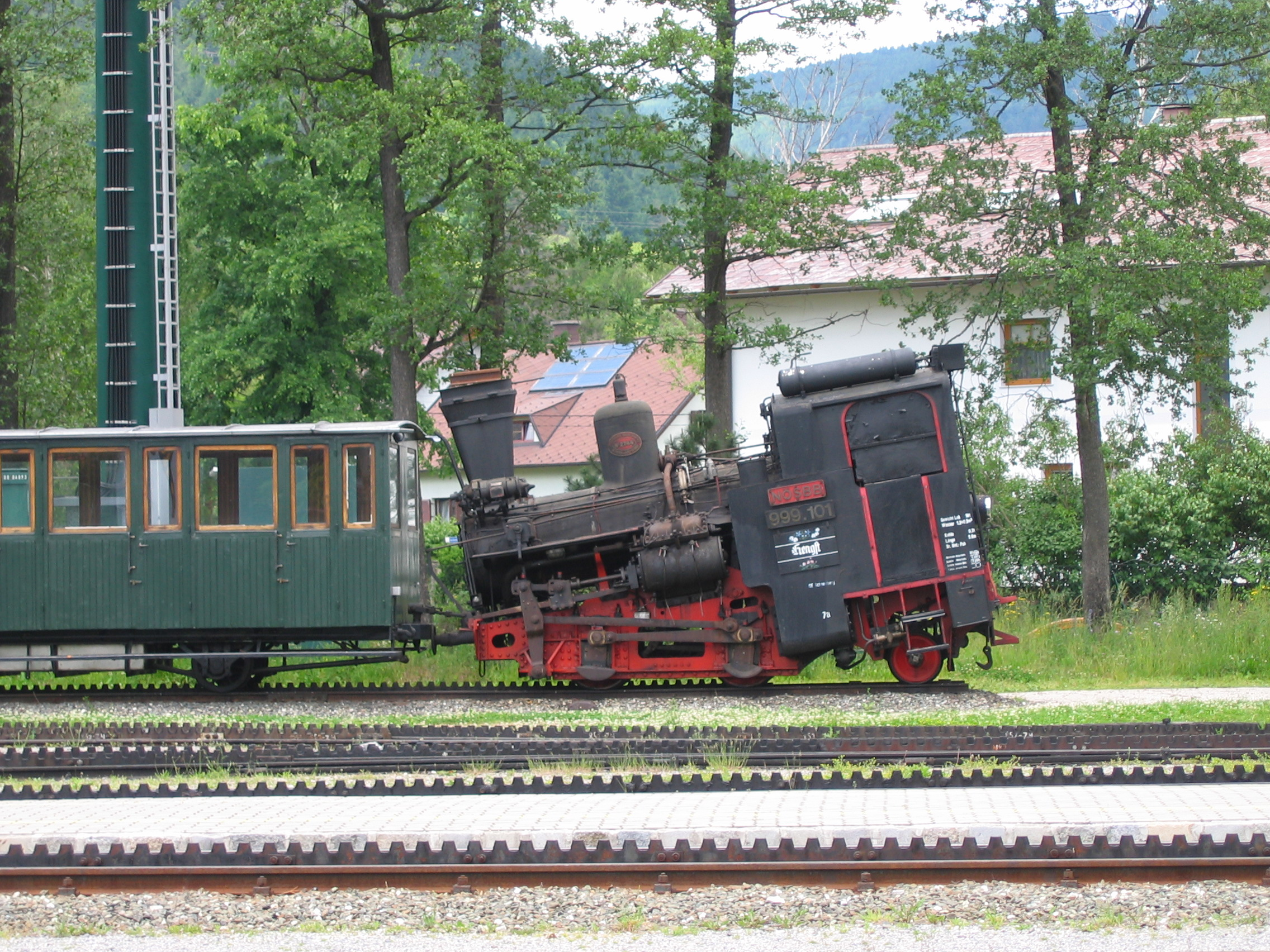
평탄한 궤도에서 경사진 보일러를 가지고 있는 시네베르크 톱니 철도 증기 기관차

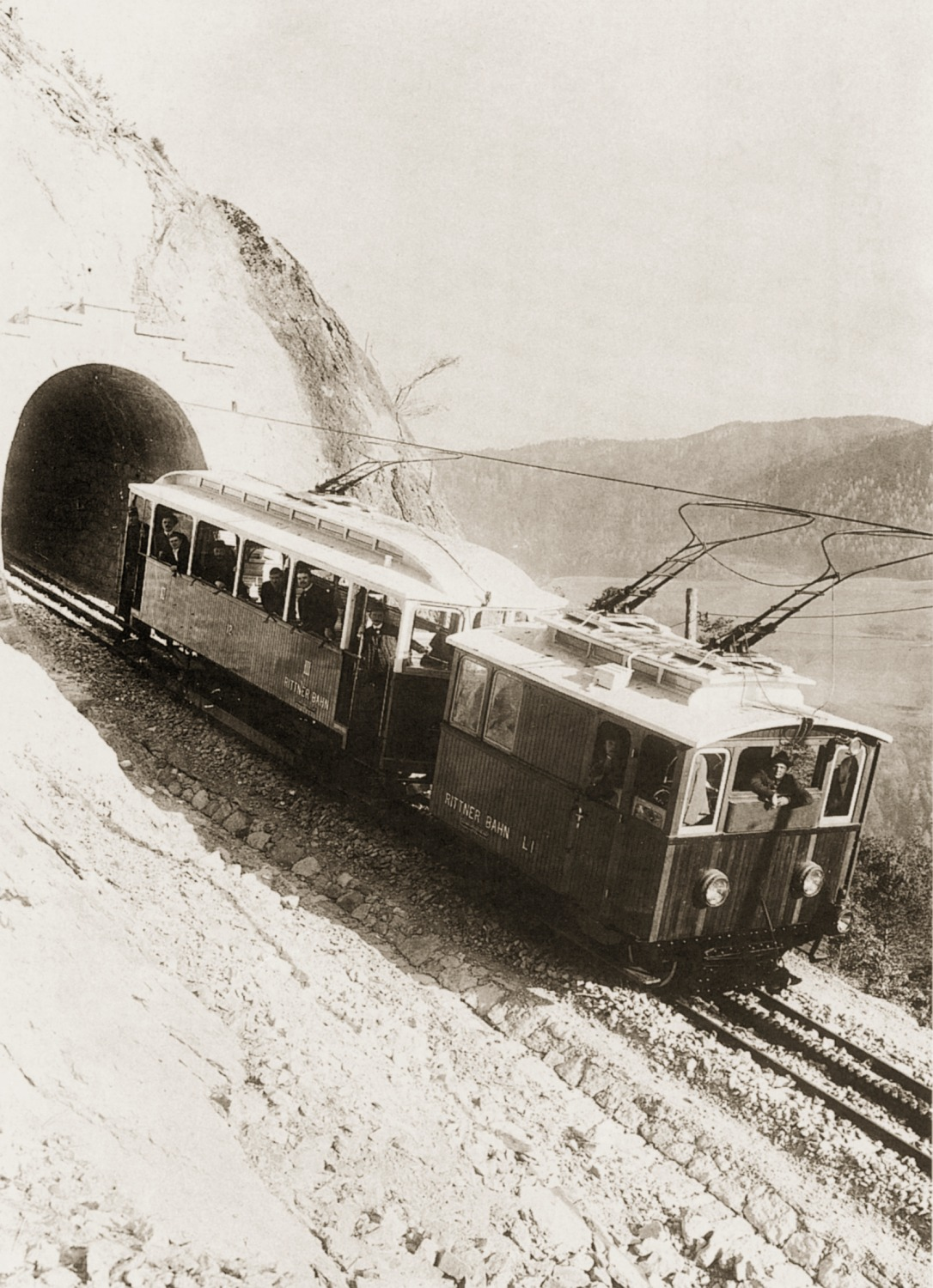
리트너 철도, 초기의 전기 톱니바퀴 기관차와 객차

원래 거의 모든 톱니바퀴 철도는 증기 기관차에 의해 구동되었다. 증기 기관차는 이러한 환경에서 효과적으로 작동하도록 광범위하게 수정되어야 했다. 디젤 기관차나 전기 기관차와 달리 증기 기관차는 동력 장치(이 경우 보일러)가 수평일 때만 작동한다. 기관차 보일러는 보일러 튜브와 연소실 시트, 특히 연소실의 금속 상단인 크라운 시트를 항상 덮기 위해 물이 필요하다. 이것이 물로 덮이지 않으면, 불의 열이 보일러 압력에 굴복할 만큼 약해져 치명적인 고장으로 이어진다.
경사가 심한 랙 시스템에서 기관차의 보일러, 운전실 및 일반 상부 구조는 바퀴에 대해 앞쪽으로 기울어져 경사가 심한 트랙에서 다소 수평이 된다. 이러한 기관차는 평지에서 작동할 수 없는 경우가 많기 때문에 정비소를 포함한 전체 라인을 경사로에 배치해야 한다. 이것이 랙 철도가 가장 먼저 전철화되고, 오늘날 대부분의 랙 철도가 전기로 구동되는 이유 중 하나이다. 어떤 경우에는 궤도 기울기에 덜 민감한 수직 보일러를 사용할 수 있다.
랙 전용 철도에서 기관차는 안전상의 이유로 항상 차량의 아래쪽에 있다. 기관차에는 랙 레일을 단단히 고정하는 후크 또는 클램프가 포함된 강력한 브레이크가 장착되어 있다. 일부 기관차에는 속도가 너무 높을 때 적용되어 폭주를 방지하는 자동 브레이크가 장착되어 있다. 중력은 항상 차량을 기관차 쪽으로 밀어 내리기 때문에 기관차와 기차 사이에는 커플러가 없는 경우가 많다. 전기로 구동되는 차량에는 종종 전자기 트랙 브레이크도 있다.
톱니바퀴 철도에서 운행하는 열차의 최대 속도는 경사도와 추진 방법에 따라 일반적으로 시속 9~25km로 매우 낮다. 스키튜브는 일반적인 노선보다 경사가 완만하기 때문에 속도가 일반적인 산악 철도보다 높다.

## 같이 보기
- 강삭철도